# Siniša Gogić
Siniša Gogić (in serbo Синиша Гогић?, in greco: Σίνισα Γκόγκιτς, Sinisa Gkoukits; Niš, 20 ottobre 1963) è un allenatore di calcio ed ex calciatore serbo naturalizzato cipriota, fino al 2003 jugoslavo e al 2006 serbo-montenegrino, di ruolo attaccante, tecnico in seconda del Krasnodar.

## Carriera

### Allenatore
Dopo il ritiro allena le giovanili dell'Olympiakos Nicosia, l'ultimo club in cui ha giocato.
Nella stagione 2007-2008 allena gli albanesi dell'Apolonia Fier.
Nel 2008 torna in Serbia per lavorare come vice allenatore della Stella Rossa di Belgrado. Nel 2009 per tre partite diventa allenatore ad interim e a fine stagione lascia il club per allenare i greci del Panetolikos F.C..
Nel 2010 si trasferisce in Cina per allenare il Shenzhen Ruby Football Club.

## Palmarès

### Giocatore

#### Club
- Campionato cipriota: 5

APOEL: 1989-1990, 1991-1992, 2001-2002
Anorthosi: 1994-1995, 1996-1997
- Coppa di Cipro: 1

APOEL: 1992-1993
- Supercoppa di Cipro: 2

APOEL: 1992
Anorthosi: 1995
- Campionato greco: 3

Olympiakos: 1997-1998, 1998-1999, 1999-2000
- Coppa di Grecia: 1

Olympiakos: 1998-1999

#### Individuale
- Capocannoniere del campionato cipriota: 2

1989-1990, 1993-1994
- Miglior straniero del campionato greco: 1

1998-1999